# Saint-Laurent-Blangy
Saint-Laurent-Blangy – miejscowość i gmina we Francji, w regionie Hauts-de-France, w departamencie Pas-de-Calais.
Według danych na rok 1990 gminę zamieszkiwało 5358 osób, a gęstość zaludnienia wynosiła 545 osób/km² (wśród 1549 gmin regionu Nord-Pas-de-Calais Saint-Laurent-Blangy plasuje się na 165. miejscu pod względem liczby ludności, natomiast pod względem powierzchni na miejscu 338.).